# Jean-Luc Allavena
Jean-Luc Allavena (nascido a 29 de junho de 1963 no Mónaco) é um empresário e diretor de empresa monegasco. Ingressou no fundo de investimento Apollo Global Management como sócio em 2007 e é presidente fundador da Atlantys Investors. Esta estrutura independente de capital privado investe por conta própria ou em parceria com outros fundos.

## Biografia
Concluiu os estudos secundários no Lycée Massena, depois formou-se no HEC Paris em 1986. Jean-Luc Allavena iniciou a sua carreira no banco Paribas (1986-88), depois juntou-se ao grupo Lyonnaise des Eaux – agora Engie – em 1989 – como controlador financeiro.
Em 1992 tornou-se diretor financeiro da Techpack International. A empresa de embalagens de cosméticos e produtos de luxo foi objeto de um dos primeiros grandes LBOs realizados em França, tendo como acionistas a Pechiney e a LBO France. Foi diretor-geral desde 1996 e, em maio de 1999, sucedeu ao presidente fundador da empresa, Alain Chevassus. Quando a Pechiney comprou a totalidade do capital, Jean-Luc Allavena tornou-se diretor da divisão de cosmetologia e luxo.
Em 2000, Arnaud Lagardère chamou-o para o seu lado como director-geral adjunto da Lagardère Média, para assumir a estratégia de desenvolvimento do grupo e melhorar a sua rentabilidade, missão que desempenhou com sucesso. Paralelamente, tornou-se diretor-geral da Lagardère Active (anteriormente Europe 1 Communication) e diretor das outras três principais filiais do grupo: Hachette Livre, Hachette Filipacchi Médias e Hachette Distribution Services.
Oriundo de uma antiga família monegasca, Allavena chefiou o gabinete de Sua Excelência o Príncipe Alberto II do Mónaco de 2005 a 2006, sendo responsável pela organização e principais orientações do início do reinado do novo soberano.
Em 2007, Allavena juntou-se como sócio do fundo de investimento Apollo Global Management, em Londres. A Apollo é uma das maiores gestoras de ativos alternativos do mundo, com um portefólio de aproximadamente 200 mil milhões de dólares.
Em particular, iniciou a aquisição em 2010 da Alcan Engineered Products – anteriormente Pechiney, com o Fundo de Investimento Estratégico. A empresa, renomeada Constellium, foi cotada com sucesso na bolsa de Nova Iorque em maio de 2013. Ansioso por financiar grandes projetos industriais franceses, Jean-Luc Allavena fez outros investimentos industriais de sucesso, incluindo Monier, Latécoère, Verallia.
É agora presidente e fundador da Atlantys Investors.
Até 2020, Jean-Luc Allavena foi administrador do Grupo Altice da Verallia e do banco Paris-Bertrand-Sturdza.

## Voluntariado
Allavena está envolvida no voluntariado comunitário há várias décadas. Foi presidente da Associação de Antigos Alunos da HEC de 2001 a 2003 e, mais tarde, presidente honorário, bem como presidente da Fondation HEC (2003–2005) e, em seguida, presidente honorário. Esteve na origem das primeiras campanhas de angariação de fundos entre os graduados da HEC Paris.
Allavena foi presidente da Fundação Franco-Americana de 2010 a 2015 (então presidente honorário), que se dedica a fortalecer os laços entre a França e os Estados Unidos.

## Prémio
- Ordem Nacional da Legião de Honra[13]